# Быки Гисандо
Быки́ Гиса́ндо (исп. Toros de Guisando) — вид веррако, комплекс кельтиберских скульптур, расположенных на холме Гисандо (муниципалитет Эль-Тьембло, провинция Авила, Испания).
Изваяния выполнены из гранита около II века до н. э. и изображают четвероногих животных (по всей видимости, быков или хряков). Вероятно, имели культовое значение.
У «быков Гисандо» 18 сентября 1468 года был подписан договор между инфантой Изабеллой и её братом Энрике IV, согласно которому она становилась его наследницей. Договор завершил эпоху феодальных междоусобиц в Испании.

## В испанской культуре
Быки Гисандо несколько раз упомянуты в «Дон Кихоте» Сервантеса, а также у поэта Федерико Гарсиа Лорки:

Дикие быки Гисандо —
полусмерть и полукамень —
промычат с тоски, что надо
землю попирать веками.
— Федерико Гарсиа Лорка. «Плач по Игнасьо Санчесу Мехиасу (исп.)».  Перевод М. Зенкевича.